# Ga Đại Bình Lâm
Ga Đại Bình Lâm (tiếng Anh: Dapinglin) là ga tàu điện ngầm nằm ở Tân Điếm, Tân Bắc, Đài Loan. Ga nằm trên Tuyến Xanh và còn là ga chuyển đổi của Tuyến vòng.

Tuyến vòng hoạt động trên ga này từ ngày 8 tháng 10 năm 2010.

## Tổng quan ga

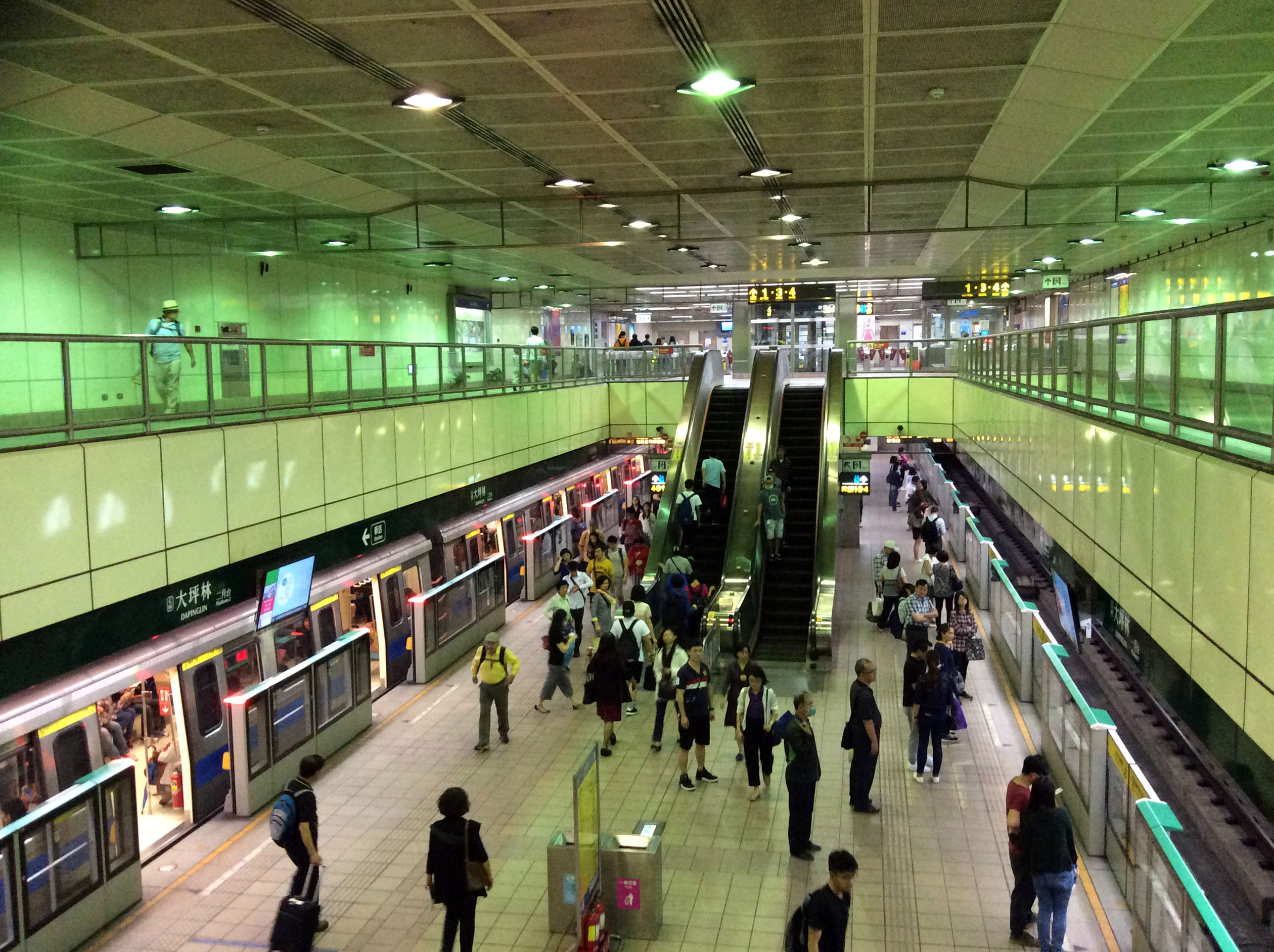
Ke ga Đại Bình Lâm.

Nhà ga gồm 2 tầng nằm dưới lòng đất, một ke ga và 4 lối thoát.

## Bố trí ga
| Đường | Lối vào/thoát                  | Lối vào/thoát                                                      |
| B1    | Concourse                      | Hành lang, quầy thông tin, bán máy vé tự động, cổng thu vé 1 chiều |
| B1    | Concourse                      | Nhà vệ sinh(hướng nam, ngoài khu vực bán vé, gần lối thoát 3)      |
| B2    | Ke ga 1                        | ← Tuyến Tùng Sơn-Tân Điếm hướng đi Tùng Sơn (G05 Cảnh Mỹ)          |
| B2    | Ke ga, cửa sẽ mở bên trái      |                                                                    |
| B2    | Ke ga 2                        | Tuyến Tùng Sơn-Tân Điếm hướng đi Tân Điếm (G03 Thất Trương) →      |
| B3    | Máy móc                        | Thiết bị máy móc                                                   |
| B4    | Ke ga 1                        | ← Tuyến vòng hướng đi Khu công nghiệp Tân Bắc (Y08 Thập Tứ Trương) |
| B4    | Ke ga, cửa sẽ mở bên trái/phải |                                                                    |
| B4    | Ke ga 2                        | ← Tuyến vòng hướng đi Khu công nghiệp Tân Bắc (Y08 Thập Tứ Trương) |

## Khu vực xung quanh
- Jing-Mei White Terror Memorial Park